# Ieud
Ieud – wieś w Rumunii, w okręgu Marmarosz, w gminie Ieud. W 2011 roku liczyła 4318 mieszkańców.